# Bahnhof Ebertsheim Haltepunkt
Der Bahnhof Ebertsheim Haltepunkt – zeitweise Ebertsheim Ost – war ein Bahnhof der rheinland-pfälzischen Ortsgemeinde Ebertsheim, der von 1894 bis 1987 als Personen- und vor allem als Betriebsbahnhof für die von der Eistalbahn Grünstadt–Enkenbach abzweigende Bahnstrecke Ebertsheim–Hettenleidelheim diente. Mit der Stilllegung und dem anschließenden Abbau letzterer wurde er aufgegeben und ebenso demontiert.

## Lage

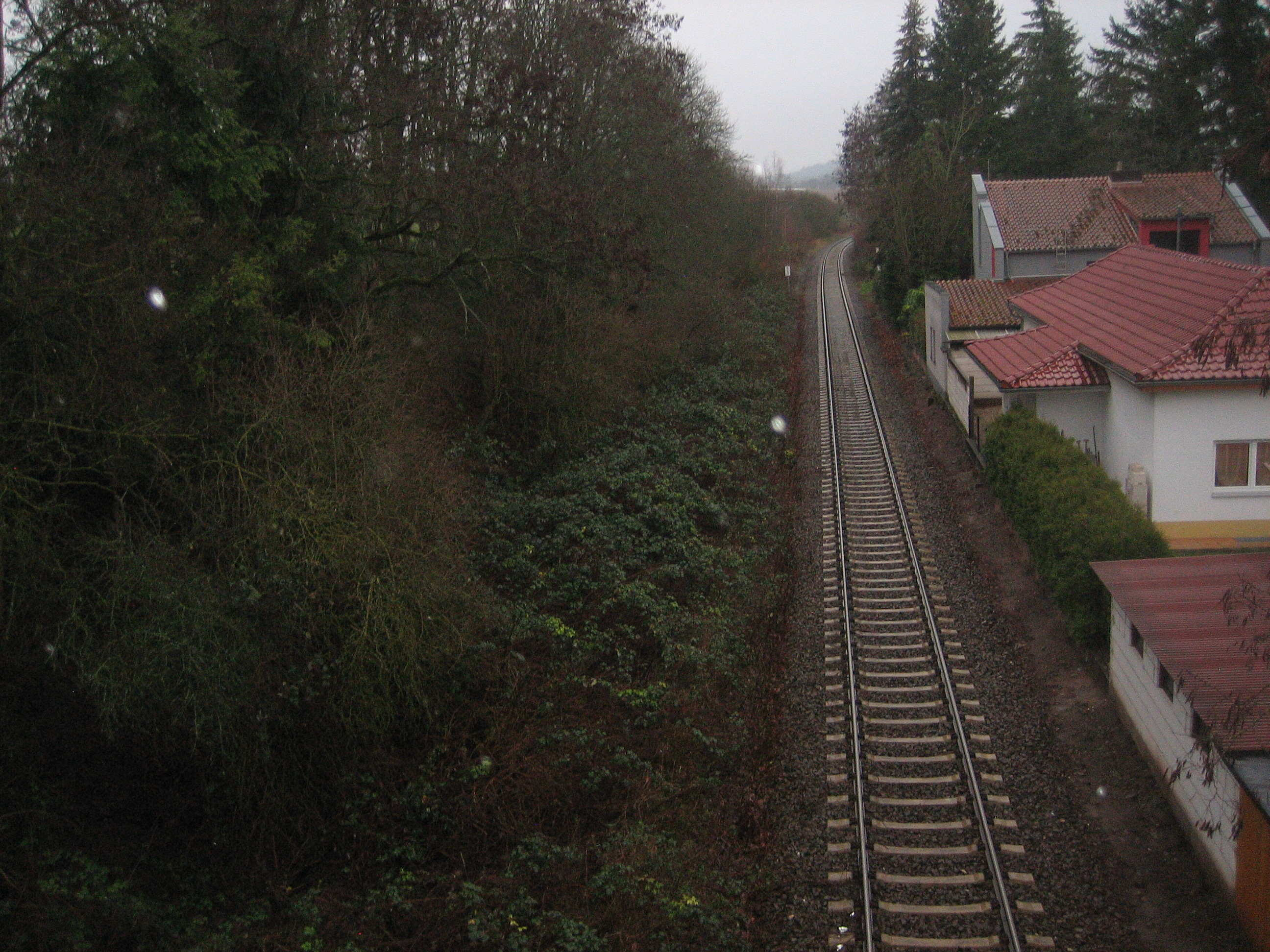
Bahnhofsbereich mit Blick Richtung Westen. Das Gleis nach Hettenleidelheim lag unmittelbar neben demjenigen der Eistalbahn.

Der Bahnhof befand sich im Eistal am südöstlichen Ortsrand von Ebertsheim 600 Meter östlich desjenigen, der 1876 in Betrieb genommen wurde. Der frühere Bahnhofskomplex wird von einer Brücke überspannt, über die die örtliche Neugasse führt. In seinem unmittelbaren Einzugsbereich liegen einige Wohnhäuser. Wenige hundert Meter nördlich befindet sich außerdem die Gemarkungsgrenze zu Quirnheim.

## Geschichte

### Eröffnung des Bahnhofs
Der Bahnhof Eisenberg (Pfalz), der seit 1876 den Endpunkt der von Grünstadt kommenden Eistalbahn bildete, war neben den städtischen Industriebetrieben für die Tongruben im benachbarten Hettenleidelheim von Bedeutung. Da der Transport sich aufgrund der schwierigen topografischen Verhältnisse Probleme bereitete, entstanden Pläne, diese mit einem Bahnanschluss zu versehen. Aufgrund des Gefälles der Straße von Eisenberg nach Hettenleidelheim schied eine direkte Verlängerung der Bahnstrecke beziehungsweise ein vom Streckenendpunkt beginnender Gleisanschluss aus. Der Bahnhof Ebertsheim erschien dafür ebenfalls ungünstig. Im Zuge des 1892 begonnenen Baus der Zweigstrecke wurde deshalb 600 Meter östlich des letzteren ein Abzweigbahnhof für eine nach Hettenleidelheim führende Bahnstrecke in Betrieb genommen; die Eröffnung fand 1894 – zunächst als reine Industriebahn – statt. Am 1. September 1895 wurde sie für den Personenverkehr freigegeben. Der bisherige Ebertsheimer Bahnhof fungierte fortan ausschließlich als Güterbahnhof, während die neue „Ebertsheim Haltepunkt“ genannte Station für die Personenbeförderung vorgesehen war. Der Name rührte daher, dass sie kein Empfangsgebäude erhielt.

### Weitere Entwicklung
Anfang des 20. Jahrhunderts erhielt der Bahnhof wie alle in der Pfalz Bahnsteigsperren. Während dieser Zeit wurde der Bahnhof von der Betriebs- und Bauinspektion Neustadt verwaltet und gehörte zum Zuständigkeitsbereich der Bahnmeisterei Grünstadt. Während der Zeit der Königlich Bayerischen Staatseisenbahnen war der Bahnhof als Stationstyp 1 geführt, was bedeutete, dass er ausschließlich „Personen- eventuell auch Gepäck-Verkehr“ aufwies.
1922 erfolgte die Eingliederung des Bahnhofs in die neu gegründete Reichsbahndirektion Ludwigshafen. Der alte Bahnhof wurde unter der Bezeichnung Ebertsheim West später reaktiviert, weshalb der Abzweigbahnhof entsprechend Ebertsheim Ost hieß, ehe ab 1932 letzterer erneut die ausschließliche Funktion für den Ebertsheimer Personenverkehr übernahm. Im Zuge der Auflösung der Ludwigshafener Direktion wechselte er zum 1. April 1937 in den Zuständigkeitsbereich der Direktion Mainz; zu dieser Zeit unterstand er dem Betriebsamt (RBA) Neustadt.
Die französische Besatzungsmacht ordnete nach dem Zweiten Weltkrieg alle Bahnanlagen im nördlichen Teil ihrer Besatzungszone der Eisenbahndirektion Mainz zu. Dazu gehörte auch dieser Bahnhof.
Nach der Einstellung des Personenverkehrs auf der Strecke nach Hettenleidelheim am 3. Oktober 1954 war der Bahnhof ein reiner Betriebsbahnhof, da die Züge der Eistalbahn den 1876 errichteten Bahnhof nutzten.
Mit der schrittweisen Auflösung der Bundesbahndirektion Mainz in den Jahren 1971/72 fiel die Zuständigkeit für den Bahnhof zum 1. Juni 1971 an die Bundesbahndirektion Karlsruhe.
1987 wurde der Güterverkehr nach Hettenleidelheim ebenfalls aufgegeben und die Strecke später abgebaut. Der Bahnhof wurde deshalb ebenfalls obsolet und entsprechend demontiert.

## Anlage

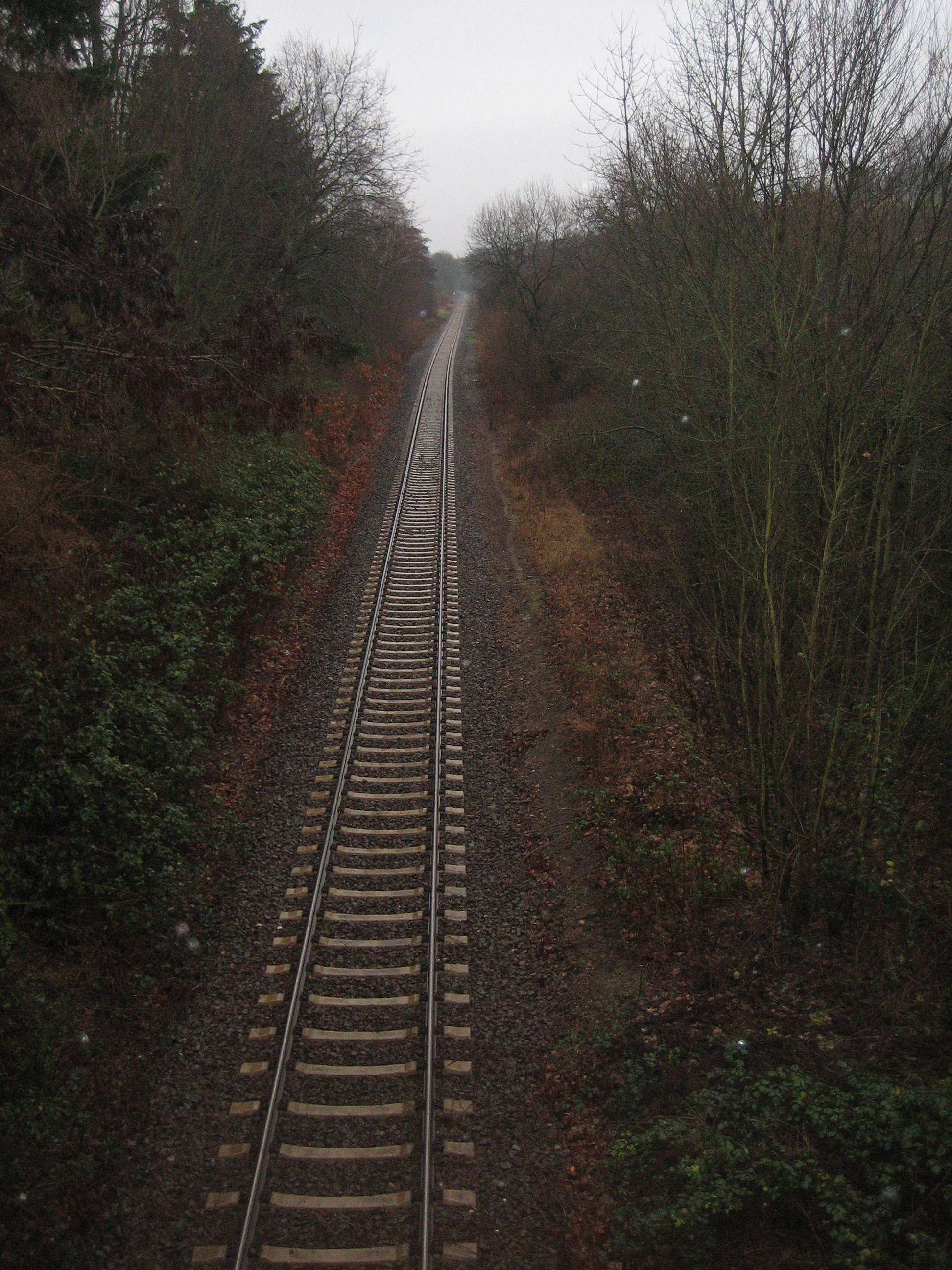
Früherer Bereich in Richtung Osten; unmittelbar östlich des bestehenden Gleises befand sich der Inselbahnsteig und dasjenige, das den Zügen nach Hettenleidelheim diente

Der Bahnhof war vergleichsweise schlicht ausgestattet und diente lediglich dem Personenverkehr; ab 1954 hatte er ausschließlich eine betriebliche Funktion. Er besaß zwei Gleise, zwischen denen sich ein Inselbahnsteig befand. Das nördliche Gleis diente den Zügen der Eistalbahn, das südliche denjenigen nach Hettenleidelheim. Die nördliche Bahnhofsseite war jahrzehntelang von Telegrafenmasten umgeben. Nach Abbau der Strecke wurden der Bahnsteig und das südliche Bahnhofsgleis demontiert.

## Verkehr
Mit Aufnahme des Personenverkehrs auf der Zweigstrecke nach Hettenleidelheim 1895 gab sowohl Züge der Relation Grünstadt–Eisenberg als auch Grünstadt–Hettenleidelheim. Ein Anschlusszug bediente jeweils den Streckenabschnitt westlich des Bahnhofs, der sonst nicht „versorgt“ worden wäre. Besagte Züge fielen jedoch oft aus. Mit Durchbindung der Eistalbahn bis nach Enkenbach im Jahr 1932 entfielen die Anschlussfahrten; fortan fuhren alle Züge von Grünstadt entweder bis nach Enkenbach oder bis nach Hettenleidelheim, ehe auf letzterer Strecke der Personenverkehr 1954 endete und der Bahnhof zum reinen Betriebsbahnhof degradiert wurde.